# Après toi (chanson de Christophe Willem)
Singles de Christophe Willem
L'Été en hiver
(2015) Nous nu
(2015)
Pistes de Paraît-il
Loneliness Lovni
Après toi est une chanson du chanteur français Christophe Willem, écrite et composée par Jean-Jacques Goldman. Elle est sortie en France le 30 avril 2015 en tant que troisième single de l'album Paraît-il.

## Autour de la chanson
Les paroles du titre décrivent les sentiments d'une personne qui se sent perdue et abattue après une rupture de couple.
En 2014, Christophe Willem dit à propos de la chanson et en réponse à la question, si le fait d'avoir un titre écrit par Jean-Jacques Goldman sur un album peut être considéré comme une « consécration » pour un artiste :

« Après toi ou Viens ne sont pas les premiers singles. Justement, Jean-Jacques a un côté très clair là-dessus, il ne veut pas être un faire-valoir. Moi je ne suis pas là : "Regardez, j'ai un texte de Jean-Jacques Goldman" !". Pas mal de radios nous ont demandé Après toi comme single. Oui, c'est un titre fort, mais est-ce que mettre un titre de Goldman en premier, ce n'est pas un peu opportuniste ? C'était aussi une forme de respect, je ne voulais pas instrumentaliser ça. »

L'extrait a bénéficié d'un clip, réalisé par Fabrice Laffont. Il s'agit d'une compilation de vidéos filmées dans les décors de la dernière tournée du chanteur, Les Nuits Paraît-il. Avec plus de 11 millions de vues sur YouTube en février 2024, le clip a été visionné nettement plus souvent que les clips précédents et suivants de Christophe Willem, L'Été en hiver et Marlon Brando, qui comptent respectivement 2,2 millions et 1,2 million de vues.
En 2021, Jean-Louis Aubert, Patrick Fiori, Soprano et Vianney reprennent Après toi lors du spectacle et album Les Enfoirés à côté de vous des Enfoirés.

## Accueil critique et commercial
Julien Goncales du site Charts in France qualifie la chanson de « meilleur titre de l'album ». Le blog RVPop écrit que Christophe Willem revêt « avec brio les parures habituelles du compositeur superstar de la chanson française et [brille] particulièrement sur son refrain lumineux ».
Après-toi a légèrement plus de succès dans les charts français et belge que les autres extraits de l'album. En France, Le chagrin n'intègre pas le Top 50, mais se classe pendant 17 semaines dans le Top 200: la première fois la semaine du 30 mai 2015 à la 199e position et la dernière fois la semaine du 10 octobre 2014. En Belgique francophone, le titre reste classé dans l'Ultratop 50 pendant 10 semaines, aboutissant à sa position la plus élevée, la 27e place, fin juin 2015.
Selon les estimations établies par le site InfoDisc fin 2018, Après toi se serait vendu à 4 200 copies.

## Classements
| Pays                 | Charts      | Meilleure position |
| -------------------- | ----------- | ------------------ |
| Belgique francophone | Ultratop 50 | 27                 |
| France               | Top 50      | 97                 |